# تریکو

تریکو شهری در شهرستان تانسیلا در استان بانوا در بورکینافاسوی غربی است و جمعیت آن ۶۸۷ نفر است.